# Sunnydale
Sunnydale, llamada El Valle Del Sol por los demonios, es una ciudad ficticia de California donde se desarrolla la trama de la serie de televisión Buffy, la cazavampiros.

## Descripción
Se halla sobre la boca del infierno. Está muy próxima a la costa del Océano Pacífico. Fue fundada en 1899 por Richard Wilkins, el cual fue alcalde durante los siguientes cien años y que después de convertirse en demonio fue derrotado por Buffy.
Pese a la idea original de que Sunnydale es una ciudad pequeña, la trama de la serie la ha dotado de estructuras como un hospital, una universidad, una base militar, un puerto, una estación de tren, un centro comercial, bosques enormes, 12 cementerios, muchas cuevas, un castillo, 40 millas de  cloacas e incluso un aeropuerto.
Solo ha nevado una vez en su historia, el 25 de diciembre de 1998.
- Datos: Q2479024